# Черкасский, Леонид Евсеевич
Леони́д Евсе́евич Черка́сский (2 июня 1925, Черкассы — 18 октября 2003, Раанана (Израиль)) — критик, литературовед, синолог, поэт-переводчик, доктор филологии.

## Биография
В 1951 году окончил восточный факультет Военного института иностранных языков.
В 1960—1992 годах — сотрудник Института востоковедения АН СССР, последняя должность — заведующий сектором. В 1962 году защитил кандидатскую диссертацию «Поэзия Цао Чжи (192—232)». В 1965—1966 годах стажировался в Пекинском университете.
В 1971 году защитил докторскую диссертацию «Новая китайская поэзия, 20-е-30-е годы» (в двух томах). В 1960—1980 годах оставался почти единственным переводчиком современной поэзии КНР.
В 1992 году переехал в Израиль. Работал в Еврейском университете в Иерусалиме.
Был членом Союза писателей СССР, Федерации Союзов писателей Израиля и международного Пен-клуба.
Автор семи книг литературно-исторической прозы и многих статей по проблемам истории и теории китайской литературы, взаимосвязей национальных литератур, теории и практики художественного перевода. Составитель и редактор ряда переводных изданий поэзии Востока. Издал 15 сборников переводов китайской классической и современной поэзии и прозы. В 2001 годду в Иерусалиме вышла книга воспоминаний.